# Michèle Bernier
Pour les articles homonymes, voir Bernier.
Michèle Bernier, née le 2 août 1956 à Paris 14e, est une comédienne et humoriste française.
Elle fait ses débuts dans le Théâtre de Bouvard, avant de former un trio avec Mimie Mathy et Isabelle de Botton et de mener une carrière à la télévision, au théâtre et au cinéma.
Depuis 2014, elle est sociétaire des Grosses Têtes aux côtés de Laurent Ruquier.
Depuis 2015, elle interprète le rôle principal de Constance Meyer dans la série La Stagiaire sur France 3.

## Biographie

### Origines familiales et formation
Elle est la fille de Georget Bernier (1929-2005), humoriste connu sous le nom de « professeur Choron », cofondateur avec François Cavanna de Hara-Kiri, et d'Odile Vaudelle (1934-1985).
Après ses études secondaires, elle suit une formation théâtrale, parallèlement à laquelle elle participe en tant que complice[pas clair] aux spectacles d'hypnose de Dominique Webb.

### Débuts comme humoriste
En 1982, elle intègre Le Théâtre de Bouvard, émission diffusée sur Antenne 2, en compagnie de nombreux humoristes comme Muriel Robin, Didier Bourdon, Bernard Campan, Pascal Légitimus, Chantal Ladesou, Jean-Marie Bigard, Didier Bénureau. C'est là qu'elle rencontre le jeune auteur-interprète Bruno Gaccio, son futur compagnon. En 1983, elle participe également à l'émission radiophonique de Philippe Bouvard Les Grosses Têtes sur RTL[réf. nécessaire].
Avec Mimie Mathy et Isabelle de Botton, avec qui elle a joué des sketches au Petit Théâtre de Bouvard, elle crée en 1986 le trio comique Les Filles, qui va durer jusqu'en juin 1993. Elles se produisent dans les cafés-théâtres, font de la radio et montent des spectacles. Alors que les années 1980 ont été marquées par des humoristes dont les satires politiques relèvent du registre de la bouffonnerie contestataire[réf. nécessaire], Michèle Bernier utilise un registre puisant dans la vie quotidienne les éléments d'un comique de personnages et de situation. Le trio joue au théâtre dans Existe en trois tailles, pièce créée en 1988, d'abord jouée à La Réunion et à l'île Maurice (dix représentations), puis pendant deux ans en métropole. En 1991, elles interprètent Le Gros N'avion (mise en scène d'Éric Civanyan).

### Animations et participations audiovisuelles
Elle devient par la suite[Quand ?] animatrice de radio aux côtés d'Arthur.
Le 13 février 2007, Michèle Bernier présente une soirée de variétés 1967, La révolution sexuelle en chansons en première partie de soirée sur France 3.
En 2008 et 2009, elle participe à l'émission de Laurent Ruquier On va s'gêner, sur Europe 1. En 2010, elle fait partie, à deux reprises seulement, du jury de l'émission de Laurent Ruquier, On n'demande qu'à en rire sur France 2. Elle y revient en septembre 2012, y apparaissant de façon plus fréquente et régulière lors de la troisième saison.
En 2014, elle revient dans l'émission de radio Les Grosses Têtes comme sociétaire, suivant ainsi Laurent Ruquier d'Europe 1 à RTL.
En 2023, elle intègre, avec Élodie Frégé, le jury de la saison 5 de Mask Singer sur TF1, rejoignant Kev Adams et Jeff Panacloc.

### Actrice (théâtre, cinéma, télévision)
Au début des années 1980, Michèle Bernier débute au cinéma dans des comédies légères dont deux films de et avec Francis Perrin : Tête à claques et Le Joli cœur.
En 1995, elle interprète Solange dans Gazon maudit aux côtés de Josiane Balasko (également réalisatrice du film). Cette dernière la met en scène dans la pièce Nuit d'ivresse, Bernier reprenant le rôle de Balasko.
En 2001, Michèle Bernier joue dans un prime time spécial Noël de la série Un gars, une fille sur France 2.
Elle obtient un grand succès, au théâtre, en 2000 avec l'adaptation du Démon de midi, bande dessinée de Florence Cestac, puis joue dans le film en 2005.
En 2001, elle joue dans un prime time spécial Noël de la série Un gars, une fille sur France 2. Elle forme un duo détonnant avec Arielle Dombasle dans les téléfilms Les Frangines (2002) et L'homme de ta vie (2006), tous deux réalisés par Laurence Katrian. Après être apparue dans un épisode de Commissaire Cordier et de Louis Page, elle est Yasmina dans l'adaptation télévisée d'Ali Baba et les Quarante Voleurs.
Michèle Bernier retrouve ses anciennes complices du trio Les Filles, Mimie Mathy et Isabelle de Botton dans deux téléfilms humoristiques : À trois, c'est mieux en 2004 et Trois filles en cavale en 2011 puis en 2021, dans l'épisode Ma petite-fille, ma bataille de la série Joséphine, ange gardien.
De 2012 à 2016, elle est l'héroïne de La smala s'en mêle, une série en sept épisodes diffusée sur France 2, avec à ses côtés Mark Grosy et Julie de Bona. Elle apparaît dans des épisodes des séries à succès Scènes de ménages et Nos chers voisins.
Depuis 2015, elle campe le personnage de Constance Meyer dans la série de France 3 La Stagiaire avec tout d'abord Arié Elmaleh puis Antoine Hamel dans le rôle du juge d'instruction tandis que son mari Barth est interprété par Philippe Lelièvre.
En 2017, elle est l'un des personnages principaux de Meurtres à Orléans, un téléfilm de la collection Meurtres à... de France 3.
En 2022, elle incarne la mère d'Alexia Daval dans le téléfilm Le mystère Daval qui relate le fait divers.
Laurent Ruquier lui écrit la pièce Je préfère qu'on reste amis qu'elle interprète en 2014 avec Frédéric Diefenthal et Je préfère qu'on reste ensemble en 2022, avec Olivier Sitruk pour partenaire.

### Publicité
Elle participe aux spots publicitaires radio et télévision du groupe Carrefour[Quand ?].

### Vie privée
De 1982 à 1997, elle est en couple avec Bruno Gaccio, auteur des Guignols de l'info, avec lequel elle a eu deux enfants : Charlotte (née en 1987) et Enzo (né en 1997).
Depuis le 15 octobre 2017, elle est la grand-mère des jumeaux Zoé et Roméo, les enfants de Charlotte.

## Filmographie

### Cinéma
- 1981 : Le Roi des cons de Claude Confortès : la fille agressée par Georges
- 1981 : Comment draguer toutes les filles... de Michel Vocoret : Maryse, la fille en panne
- 1981 : Putain d'histoire d'amour de Gilles Béhat : Une fille de la bande des Gominés
- 1982 : Tête à claques de Francis Perrin : Julie, la bonne
- 1984 : Le Joli Cœur de Francis Perrin : Lisette
- 1984 : Vive les femmes ! de Claude Confortès : Mimi
- 1985 : Le Cowboy de Georges Lautner : la chauffeuse de taxi
- 1986 : Paulette, la pauvre petite milliardaire de Claude Confortès : la fermière
- 1993 : Les Ténors de Francis de Gueltzl : la concierge portugaise
- 1995 : Gazon maudit de Josiane Balasko : Solange
- 1996 : L'Échappée belle d'Étienne Dhaene : Madame Lambert
- 1998 : Ça reste entre nous de Martin Lamotte : la caissière
- 2000 : Vive nous ! de Camille de Casabianca : Annette
- 2000 : Deuxième Quinzaine de juillet de Christophe Reichert : Monique
- 2000 : Pique-nique d'Éric Théobald : Laure (court-métrage)
- 2003 : The Tulse Luper Suitcases - Part 1: The Moab Story de Peter Greenaway : Sophie van Osterhaus
- 2004 : San-Antonio de Frédéric Auburtin : Berthe Bérurier, l'épouse de Béru
- 2004 : Les Parisiens de Claude Lelouch : une Parisienne qui travaille dans un club
- 2005 : Le Courage d'aimer de Claude Lelouch : Tania, la serveuse
- 2005 : Le Démon de midi de Marie Pascale Osterrieth : Anne Cestac
- 2007 : Roman de gare de Claude Lelouch : Florence, la sœur de Pierre Laclos
- 2007 : Survivre avec les loups de Véra Belmont : Marthe
- 2009 : Un homme et son chien de Francis Huster : une voyageuse du tramway
- 2010 : Thelma, Louise et Chantal de Benoît Pétré : Jocelyne / Tasha
- 2011 : Crédit pour tous de Jean-Pierre Mocky : Mme Rombaldi
- 2012 : Le Vivant-mort de Maxime Ropars (court-métrage) : la fonctionnaire
- 2022 : Les Folies fermières de Jean-Pierre Améris : Mireille

### Télévision

#### Téléfilms
- 1981 : Le Boulanger de Suresnes de Jean-Jacques Goron : une Miss
- 1996 : Adorable petite bombe de Philippe Muyl : Jacqueline
- 1996 : Sans mentir de Joyce Buñuel : l'infirmière
- 1997 : Quand j'étais p'tit de Daniel Janneau : la mère de Typhus
- 1997 : L'Amour dans le désordre de Élisabeth Rappeneau : Myriam
- 1998 : Ivre-mort pour la patrie de Vincent Hachet : la femme du maire
- 1998 : Telle mère, telle fille de Élisabeth Rappeneau : la patiente
- 1999 : Au bénéfice du doute de Williams Crépin : Catou
- 2002 : Les Frangines de Laurence Katrian : Noémie
- 2003 : Papa, maman s'ront jamais grands de Jean-Louis Bertuccelli : Josiane
- 2004 : Haute Coiffure de Marc Rivière : Martine
- 2004 : À trois c'est mieux de Laurence Katrian : Marie-Corinne Personne dite « Coco »
- 2005 : Vous êtes libre ? de Pierre Joassin : Nathalie
- 2005 : L'homme qui voulait passer à la télé de Amar Ahrab et Fabrice Michelin
- 2005 : On ne prête qu'aux riches de Arnaud Sélignac : Marion
- 2005 : La Famille Zappon de Amar Ahrab et Fabrice Michelin : Yvonne Naturlisch
- 2006 : L'Homme de ta vie de Laurence Katrian : Juliette
- 2007 : Qui va à la chasse... de Olivier Laubacher : Micheline
- 2007 : Vérités assassines de Arnaud Sélignac : Gisèle
- 2007 : Ali Baba et les Quarante Voleurs de Pierre Aknine : Yasmina
- 2008 : Roue de Secours de Williams Crépin : Camille Langlois
- 2008 : Marie et Madeleine de Joyce Buñuel : Sœur Suzanne
- 2009 : Les Poissons marteaux d'André Chandelle : Marion
- 2009 : Le Bourgeois gentilhomme de Christian de Chalonge : Mme Jourdain
- 2009 : Le temps est à l'orage de Joyce Buñuel : la boulangère
- 2010 : Fais danser la poussière de Christian Faure : Alice
- 2010 : Tombé sur la tête de Didier Albert : Mathilde
- 2010 : Colère de Jean-Pierre Mocky : Gina Esteban
- 2011 : Trois filles en cavale de Didier Albert : Joëlle Dessources
- 2012 : Il faut marier maman de Jérôme Navarro : Dany
- 2013 : Paradis amers de Christian Faure : Françoise
- 2014 : Pas d'inquiétude de Thierry Binisti : Vera
- 2017 : Meurtres à Orléans de Jean-Marc Seban : Charlotte Marat
- 2018 : Né sous silence de Thierry Binisti : Chantal
- 2020 : I love you coiffure de Muriel Robin : Mme Rignac (Sketch Le salon de coiffure)
- 2021 : Coups de sang de Christian Bonnet : Mireille Delgado
- 2022 : Le mystère Daval de Christophe Lamotte : Isabelle Fouillot, la mère d'Alexia Daval
- 2023 : Un gars, une fille (au pluriel) : Une fille
- 2024 : Panique au 31 de Gaël Leforestier : la mère

#### Séries télévisées
- 2001 : Un gars, une fille, épisode Spéciale Noël avec des gars et des filles célèbres
- 2006 : Commissaire Cordier, épisode Grain de sel réalisé par Éric Summer : Sylvie
- 2006 : Louis Page, épisode Le chant des sirènes réalisé par Jean-Louis Bertuccelli : Alice Bayon
- 2009 : Myster Mocky présente, épisode La Voix de la conscience réalisé par Jean-Pierre Mocky
- 2012 : Injustice, série créée par Laurent Burtin, Stéphane Kaminka, Marc-Antoine Laurent et Isabel Sebastian : Marie Valmont
- 2012 : Scènes de ménages : ce soir, ils reçoivent, 2 épisodes : Françoise
- 2012-2016 : La smala s'en mêle, série créée par Didier Grousset : Isabelle Garnier
- depuis 2015 : La Stagiaire, série créée par Isabel Sebastian et Laurent Burtin : Constance Meyer
- 2016 : Accusé, épisode L'histoire de Nathalie réalisé par Mona Achache : Nathalie
- 2017 : Nos chers voisins au ski : Gabrielle
- 2021 : Joséphine ange gardien, épisode Ma petite-fille, ma bataille : Sophie
- 2022 : Syndrome E de Laure de Butler : Marie Henebelle
- 2025 : Le Parfum du bonheur de Baya Kasmi : Isabelle, la mère de Pauline

### Doublage
• 2007 : Le Come-Back : rhonda fisher
- 2022 : Les Secrets de mon père (film d'animation de Véra Belmont) : Lucia (voix originale)

## Émissions de radio et télévision
- 1982 : Le Petit Théâtre de Bouvard (Antenne 2) : humoriste, comédienne
- 2010, 2012-2013 : On n'demande qu'à en rire (France 2) : jurée lors des saisons 1 et 3
- Depuis 2014 : Les Grosses Têtes (RTL, France 2 et Paris Première) : sociétaire
- 2022 : Les Grandes Dames du petit écran, documentaire de Danielle Moreau (France 3) : narratrice
- 2023 : Mask Singer (TF1) : jurée, enquêtrice lors de la saison 5
- 2023-2024 : Camille & Images (TF1) : chroniqueuse

## Théâtre
- 1988 : Existe en trois tailles avec Michèle Bernier, Isabelle de Botton, Mimie Mathy (Les Filles)
- 1991 : Le Gros n'avion de Michèle Bernier, Isabelle de Botton, Mimie Mathy (Les Filles), mise en scène d'Éric Civanyan, Théâtre de la Michodière
- 1994 : Bonne année toi-même au côté de Pauline Daumale où elle interprète le rôle d'Alexandre, femme plombier
- 2000 : Le Démon de midi de Michèle Bernier, Florence Cestac, Marie Pascale Osterrieth, mise en scène de Marie Pascale Osterrieth, Théâtre du Gymnase Marie Bell
- 20?? : Les Monologues du vagin d'Ève Ensler
- 2002 : Nuit d'ivresse mise en scène de Josiane Balasko, Théâtre de la Renaissance
- 2006 : Dolores Claiborne de David Joss Buckley, mise en scène de Marie-Pascale Osterrieth, Théâtre des Bouffes-Parisiens
- 2010 : Et pas une ride ! de Michèle Bernier, Marie-Pascale Osterrieth, mise en scène de Marie Pascale Osterrieth, Théâtre de la Renaissance
- 2014 : Je préfère qu'on reste amis de Laurent Ruquier, mise en scène de Marie Pascale Osterrieth, Théâtre Antoine
- 2016 : Je t'ai laissé un mot sur le frigo d'après Alice Kuipers, mise en scène de Marie Pascale Osterrieth, avec Charlotte Gaccio, Théâtre de Paris
- 2017 : Folle Amanda, de Pierre Barillet et Jean-Pierre Gredy, mise en scène de Marie Pascale Osterrieth, Théâtre de Paris puis théâtre Antoine
- 2019 : Vive demain ! de Michèle Bernier, Marie Pascale Osterrieth, mise en scène de Marie Pascale Osterrieth, théâtre des Variétés
- 2019 : Un grand cri d'amour de Josiane Balasko, mise en scène de Marie Pascale Osterrieth, théâtre des Bouffes Parisiens
- 2022 : Je préfère qu'on reste ensemble de Laurent Ruquier, mise en scène de Marie Pascale Osterrieth, Théâtre des Variétés
- 2025 : Lily et Lily de Pierre Barillet et Jean-Pierre Gredy, mise en scène Marie Pascale Osterrieth, Théâtre de Paris

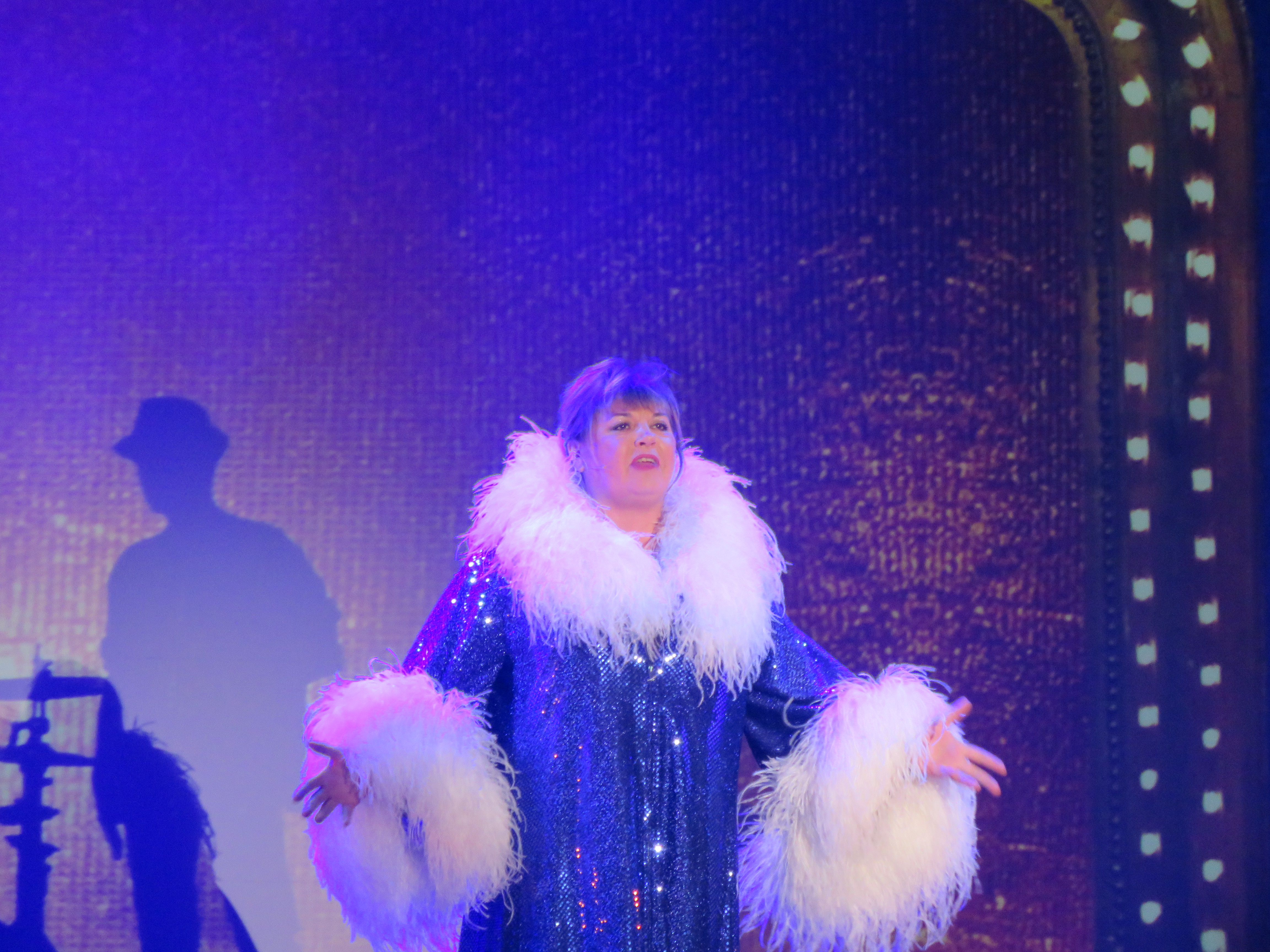
Michèle Bernier dans son spectacle Vive demain !

### Mise en scène
- 2001 : Les Délichieuses de Nataly Dalhian, Véronique Veran, Côté Cour
- 2006 : Arrête de pleurer Pénélope 2 de Juliette Arnaud, Christine Anglio et Corinne Puget, Théâtre Fontaine
- 2006 : Karine Lyachenko, Café de la Gare, Comédie Caumartin, Comédie de Paris
- 2009 : Moise, Dalida et moi avec Isabelle de Botton, Studio des Champs-Élysées
- 2010 : Le grand jour de Vincent Aze, Splendid

## Publications
- Les histoires d'amour commencent toujours bien, Michel Lafon, 2001  (ISBN 2-84098-653-1)
- Le Petit livre de Michèle Bernier, Presses du Châtelet, 2003  (ISBN 978-2845920873)

## Distinctions
- 2003 : Prix spécial de la Ville de Saint-Tropez pour Les Frangines au Festival de la fiction TV de Saint-Tropez[11]
- 2019 : nomination au Molière de l'humour pour Vive demain !